# Ситоле, Ндабанинги
Ндабанинги Ситоле (англ. Ndabaningi Sithole; 31 июля 1920, Ньямандлову, Северный Матабелеленд, Южная Родезия — 12 декабря 2000, Филадельфия, Пенсильвания, США) — родезийский и зимбабвийский методистский пастор и политик. Активный участник антиколониальной борьбы, один из основателей Зимбабвийского африканского национального союза. Подвергался преследованиям при режиме белого меньшинства. В конце 1970-х выступал за политический компромисс с Родезийским фронтом. В независимом Зимбабве находился в оппозиции режиму Роберта Мугабе, был осуждён на политическом процессе. Скончался в эмиграции.

## Ранние годы
Родился в глухой деревне близ Булавайо. Отец Ндабанинги Ситоле происходил из народности ндау, мать — из матабеле. Родители Ситоле придерживались традиционных африканских верований. В раннем детстве Ндабанинги воспитывался в традиционном духе.
В 1930 семья перебралась в Шабани, и с 1932 Ндабанинги Ситоле стал посещать школу, основанную британскими методистами. По требованию отца-традиционалиста оставил школу, работал прислугой у белых поселенцев.

## Религиозное образование
В 1935 году Ндабанинги Ситоле порвал с отцом, бежал из дома и поступил в школу при протестантской миссии Дадайя, основанной Гарфилдом Тоддом, будущим премьер-министром Южной Родезии. Проявил большое упорство в учёбе, преодолевая общеобразовательную отсталость. Был отмечен наградами за успехи, получал специальную стипендию.
Принял христианство методистского толка, с 1948 занимался библейскими исследованиями. Преподавал в миссии Дадайя. Заочно получил степень бакалавра искусств в Университете Южной Африки.
В 1955 по рекомендации американских миссионеров Ндабанинги Ситоле прибыл в США. Окончил теологическую школу в Ньютоне. В 1958 вернулся в Южную Родезию, получил методистский духовный сан. Стал именоваться преподобный Ндабанинги Ситоле.

## В антиколониальном движении
Ндабанинги Ситоле был противником колониальных порядков. В 1959 году он издал в Кейптауне книгу African Nationalism — Африканский национализм, где в весьма умеренной форме отстаивал права чернокожего населения, предлагая систему межрасового сотрудничества. Тогда же Ситоле возглавил Ассоциацию африканских учителей. В следующем году он вступил в Национально-демократическую партию Джошуа Нкомо. Вместе с Джошуа Нкомо, Робертом Мугабе, Гербертом Читепо, Джеймсом Чикеремой в конце 1961 Ндабанинги Ситоле участвовал в создании партии Союз африканского народа Зимбабве (ЗАПУ). Ситоле занимал радикальную позицию относительно методов антиколониальной борьбы. В результате в ЗАПУ возник раскол: умеренную фракцию возглавляли Нкомо и Чикерема, радикальную — Ситоле и Мугабе.
В августе 1963 Ситоле вместе с Мугабе, Читепо и Эдгаром Текере стал одним из учредителей Зимбабвийского африканского национального союза (ЗАНУ). Выступал как активный противник независимой Родезии под властью белого меньшинства, партии Родезийский фронт и правительства Яна Смита. В 1969 году Ситоле был приговорён к шести годам заключения по обвинению в заговоре против Смита. Находясь в заключении, работал над романом «Многожёнец» (The Polygamist), изданном в 1972 году в Нью-Йорке. Освобождён после письменного отказа от террористических методов борьбы.
Выйдя из тюрьмы, Ситоле принимал участие в конституционных переговорах в Лусаке. В марте 1975 года был вновь арестован, однако вскоре освобождён по ходатайству премьер-министра ЮАР Балтазара Форстера.

## В антикоммунистическом противостоянии
Постепенно Ндабанинги Ситоле утратил контроль над ЗАНУ, который перешёл к Роберту Мугабе. Он создал свою партию ЗАНУ—Ндонга. При этом позиция Ситоле эволюционировала в умеренном направлении. Важную роль в этом сыграл антикоммунизм его взглядов на фоне ориентации Мугабе и Нкомо на СССР и КНР.
После 1975 года Ситоле стал склоняться к компромиссу с правительством Яна Смита на антикоммунистической основе. Политическими партнёрами ЗАНУ—Ндонга стал Объединённый африканский национальный совет (ОАНС) Абеля Музоревы и Фронт освобождения Зимбабве (ФРОЛИЗИ) Джеймса Чикеремы. 3 марта 1978 года Ндабанинги Ситоле вместе с Абелем Музоревой, Джеймсом Чикеремой, Джереми Чирау подписал «соглашение о внутреннем урегулировании» с правительством Смита. Боевики партии Ситоле служили во Вспомогательных силах безопасности — африканских формированиях, противостоявших партизанам ЗАПУ и ЗАНУ.

## Конфликт в Зимбабве-Родезии
Ндабанинги Ситоле участвовал в учреждении государства Зимбабве-Родезия. Однако на выборах в апреле 1979 года его партия получила только 12 мандатов в 100-местном парламенте (из 72, отведённых чернокожему большинству). ЗАНУ—Ндонга обвинил пришедший к власти ОАНС Музоревы в фальсификации итогов голосования, Ситоле призвал к бойкоту парламента и правительства Музоревы. Между Ситоле и Музоревой возник острый конфликт, боевики Музоревы убили 180 человек из формирований Ситоле и арестовали около 750 его сторонников. После этого Ситоле отказался от тактики бойкота.

## В оппозиции правлению Мугабе
После провозглашения независимости Зимбабве к власти в стране пришёл ЗАНУ-ПФ Роберта Мугабе. Ндабанинги Ситоле находился в жёсткой оппозиции, резко критиковал Мугабе с правых прозападных позиций. Заявлял о солидарности с антикоммунистическими повстанческими движениями УНИТА в Анголе и РЕНАМО в Мозамбике.
В 1983 году Ситоле объявил, что его жизни угрожает опасность и эмигрировал в США. Сотрудничал с неоконсервативным аналитическим центром Heritage Foundation. В январе 1985 года был обвинён в организации антиправительственного заговора.
На выборах 1985 ЗАНУ—Ндонга получил лишь 1 место в парламенте из 100. Партия Ситоле подвергалась преследованиям со стороны властей.
Ндабанинги Ситоле вернулся в Зимбабве в начале 1992 года. Свою ферму близ Хараре Ситоле предоставил семьям, потерявшим жильё в столице. В 1994 году ферма Ситоле была конфискована правительством под предлогом укрывательства неблагонадёжных и нарушения санитарных правил. На выборах 1995 был избран в парламент. Он продолжал выступать как оппозиционный политик, но его влияние было сведено к минимуму.
В октябре 1995 году Ситоле был арестован по обвинению в связях с повстанческой группировкой Chimwenje и в планировании покушения на Мугабе (речь шла о попытке взорвать президентский автомобиль). В 1996 году состоялся суд по «делу Chimwenje», перед которым предстали Ндабанинги Ситоле, Симба Мланга и Уильям Намаконья. Всем троим были вынесены обвинительные приговоры. Однако 76-летний Ситоле был освобождён под залог по состоянию здоровья и снова отбыл в США.

## Кончина и память
Скончался Ндабанинги Ситоле в Филадельфии в возрасте 80 лет.
Ндабанинги Ситоле пользуется большим уважением в Зимбабве, особенно в оппозиционным Демократическом движении за перемены Моргана Цвангираи. Памятные мероприятия проводятся в городе Чипинге (Маникаленд), где ЗАНУ—Ндонга пользовался наибольшим влиянием и откуда Ситоле избирался депутатом парламента.